# نیکولائو دومیترو
نیکولائو دومیترو (ایتالیایی: Nicolao Dumitru؛ زادهٔ ۱۲ اکتبر ۱۹۹۱) یک بازیکن فوتبال اهل ایتالیا است.

## باشگاهی
از باشگاه‌هایی که در آن بازی کرده‌است می‌توان به رجینا، امپولی، ناپولی، باشگاه فوتبال چیتادلا و لاتینا اشاره کرد.